# ساندرا دیژون
ساندرا دیژون (فرانسوی: Sandra Dijon‎؛ زادهٔ ۱۰ ژانویهٔ ۱۹۷۶) بازیکن بسکتبال زن اهل فرانسه است که بین سال‌های ۲۰۰۱ تا ۲۰۰۸ عضو تیم ملی بسکتبال زن فرانسه بود و همراه با این تیم به مقام اول مسابقات قهرمانی بسکتبال زن اروپا ۲۰۰۱ دست یافت.